# Poiré Roller
Actualités
Le Poiré Roller est un club sportif amateur de la ville du Poiré-sur-Vie en France. La section rink hockey du club est fondée en 1991. À la suite de la relance d'une équipe sénior en 2011, le club connaît une progression très rapide pour atteindre un niveau européen en 2020. 

## Historique
Anciennement connu sous le nom de « J.A. Patinage à Roulettes », le club a eu une équipe féminine jusqu'en 2007 évoluant au plus haut-niveau. 

### Les années 2010, la fondation de l'équipe
Alors que le club n'avait pas d'équipe sénior engagée en championnat sénior, lors de la saison 2011-2012, une équipe est créée à l'initiative de Marc Salicru. Celle-ci évolue alors dans le championnat de Nationale 3. 
Après trois années d'existence, l'équipe accède à la seconde division à la fin de la saison 2013-2014. Lors de la saison 2015-2016, le Poiré évolue toujours en seconde division. Lors de son parcours en coupe de France, l'équipe parvient à éliminer, Nantes et Mérignac, deux équipes de première division. 
L'équipe masculine accède à la Nationale 1 en 2016-2017, mais redescend en seconde division en 2017-2018. 
| Saison      | 2011-2012 | 2012-2013 | 2013-2014 | 2014-2015 | 2015-2016 | 2016-2017 | 2017-2018 | 2018-2019 | 2019-2020 |
| ----------- | --------- | --------- | --------- | --------- | --------- | --------- | --------- | --------- | --------- |
| Nationale 1 |           |           |           |           |           | 12e       |           | 8e        | 6e        |
| Nationale 2 |           |           |           | 7e        | 1re       |           | 1re       |           |           |
| Nationale 3 | 8e        | 4e        | 2e        |           |           |           |           |           |           |

### Les années 2020, l'atteinte du haut-niveau
Après être parvenu à remonter en Nationale en 2018, le club prépare la saison 2019-2020 avec un renouvellement important de son effectif. Pour pallier le départ de cinq de ses joueurs expérimentés, des jeunes joueurs de la région sont recrutés, mais également des joueurs venant d'Espagne et d'Italie. 
Le club en terminant à la 6e place du championnat 2020 se qualifie pour la première fois à une compétition européenne,. Afin de s'y préparer le club compte sur son entraineur afin de recruter des joueurs en Catalogne. Le club ne bénéficiant pas du statut professionnel, les joueurs n'ont plus la possibilité de s'entrainer durant le confinement. En 2021, le Poiré-sur-Vie s'impose contre le CE Lleida, triple champion en titre de la WS Europe Cup, lors du match aller à domicile. 
En 2022, l'entraineur Marc Salicru est remplacé par un autre espagnol, Eduardo Granell. Celui-ci indique son souhait de s'établir localement avec sa compagne, également entraineuse de hockey. Ceci laisse entrevoir à la présidente du club la possibilité de créer à terme une équipe féminine. Cependant, la saison commence avec huit défaites consécutives avant la trêve hivernale. À trois jours de la reprise prévue après les fêtes de fin d'année, Eduardo Granell annonce qu'il ne reviendra pas. Il s'ensuit la défection d'autres joueurs. L'équipe est alors contrainte de se déclarer forfait. 
Le Portugais Duarte Delgado joueur et entraineur du club voisin de La Roche-sur-Yon depuis cinq ans rejoint le Poiré-sur-Vie, avec un objectif d’accéder à la première division d'ici trois ans. Durant l'intersaison, le gardien Elie Guibert est victime d'un grave accident lui faisant perdre la vue d'un œil durant un stage de présélection pour l'équipe de France jeune. Dès la mi-saison, l'ambition est de retourner en première division avec l'obtention du titre de Nationale 2. Le Poiré Roller termine la saison invaincu, avec une seule égalité contre l'équipe de Quintin second du championnat et accède pour la troisième fois à la première division. 
| Saison      | 2020-2021 | 2021-2022 | 2022-2023 | 2023-2024 | 2024-2025 | 2025-2026 | 2026-2027 | 2027-2028 | 2028-2029 | 2029-2030 |
| ----------- | --------- | --------- | --------- | --------- | --------- | --------- | --------- | --------- | --------- | --------- |
| Nationale 1 | N.D.      | 7e        | 12e       |           |           |           |           |           |           |           |
| Nationale 2 |           |           |           | 1re       |           |           |           |           |           |           |

## Joueurs et personnalités du club

### Présidents
Le club est présidé de 2004 à 2023 par Manuella Guibert. Prennent par la suite la coprésidence du club Élodie Ferré et Marvin Rautureau.

### Entraîneurs
- 2011-2022 :  Marc Salicru
- 2022-janvier 2023 :  Eduardo Granell
- 2023- :  Duarte Delgado

## Infrastructure
L'équipe évolue dans la salle de la Montparière au Poiré-sur-Vie en Vendée. Celle-ci connait une réfection s'étalant sur 2020 et 2021. En 2022, la salle de la Montparière bénéficie d'un nouveau parquet. 